# Ciprian Dinu
Ciprian Dinu (n. 27 mai 1982, Focșani) este un fotbalist român, care evoluează pe postul de fundaș central la clubul din Liga a III-a, Sporting Turnu Măgurele.